# Dientes de Sable (personaje)
Dientes de Sable (Sabretooth en inglés), a veces referido como Leónidas, alias de Víctor Creed, es un personaje canadiense, perteneciente al universo de Marvel. Se considera el archienemigo de Wolverine. Fue creado por Chris Claremont y John Byrne, su primera aparición fue en la revista Iron Fist n.º 14 (agosto de 1977).
Víctor es un mutante que posee unas capacidades físicas sobrehumanas mezcladas con las de una bestia, cuyas más notables son el tiempo de recuperación superior y sentidos muy agudizados. Tiene tendencias homicidas y sociopatía. Ha pertenecido a la Hermandad de Mutantes, a los Merodeadores, los X-Men y Factor X.
El personaje ha aparecido en varias series animadas y videojuegos de X-Men, y fue interpretado por Tyler Mane en la primera película de X-Men (2000) y volvió a ser interpretado por última vez para Deadpool & Wolverine (2024) uniéndose al Universo Cinematográfico de Marvel y por Liev Schreiber en la película de 2009 X-Men Origins: Wolverine. En mayo de 2008, la revista Wizard clasificó a Sabretooth en el puesto 193 de los 200 mejores personajes de cómics de todos los tiempos.En 2009, Sabretooth fue clasificado como el 44.º mejor villano de cómics de todos los tiempos por IGN.

## Historial de publicaciones
El personaje apareció por primera vez en Iron Fist #14 (agosto de 1977) y fue creado por Chris Claremont y John Byrne. Inicialmente apareció como "el Slasher", Sabretooth fue concebido como un antagonista recurrente de Iron Fist, con quien pelea varias veces. Trabaja durante un tiempo con el Constrictor como cómplice del crimen, y choca repetidamente con Iron Fist y Power Man.Sabretooth también apareció en cómics como The Spectacular Spider-Man. Chris Claremont lo presentó como un villano menor de X-Men, miembro de los  Merodeadores, durante el crossover "Mutant Massacre" en 1986.
Saltó a una mayor prominencia cuando se separó de los Merodeadores y se convirtió en un antagonista recurrente de un miembro individual de los X-Men, Wolverine. Sabretooth apareció posteriormente en series limitadas y cómics one-shot, incluidos Sabretooth and Mystique y Sabretooth: In the Red Zone, e incluso tuvo su propia serie de reimpresiones en curso a mediados de la década de 1990, Sabretooth Classics.

## Biografía ficticia

### Origen
El verdadero origen de Sabretooth es desconocido. Sin embargo se sabe que su verdadero nombre era Víctor James Creed, un mutante.Víctor es la personificación del guerrero definitivo y superviviente, habiendo sido arrastrado durante años por sus psicóticas adicciones a cazar, luchar y asesinar seres humanos. El primer dato que se tiene acerca de la infancia de Víctor, es el asesinato de su propio hermano por un trozo de pastel. Como consecuencia de esto, Víctor sufrió abusos psicológicos por parte de su padre que lo encerraba frecuentemente en el oscuro sótano de su hogar. El permaneció así durante mucho tiempo, hasta que finalmente escapo y mató a su padre. Con respecto a su madre, se reveló poco después, que Víctor la visitaba con frecuencia hasta su muerte.
A continuación, Víctor se instaló en una comunidad de indios pies negros, donde conoció a Zorra Plateada. Buscó un acercamiento sexual con ella, y cuando fue rechazado, Víctor la asesinó, enfrentando por primera vez al amante de ella, James Howlett, que más tarde se convertiría en su archienemigo: Wolverine.

### Proyecto Arma X
A principios de los años 60, Víctor Creed, era un agente especial trabajando para la agencia de la C.I.A., el lugar donde parece que se le dotó su nombre código, Sabretooth. Allí Creed trabajó con otros dos agentes especiales, Wolverine (que no recordaba nada acerca de su primer encuentro), y Maverick, que compartían con él su condición de mutantes. Sin embargo existían más miembros en el Team-X como podían ser John Wraith, Mastodon y Zorra Plateada, cuya muerte había sido una farsa. Todos habían sido sometidos al proyecto Arma X, un programa aparentemente puesto en marcha por el Gobierno de los Estados Unidos para crear un grupo de supersoldados. Aparentemente los científicos de este proyecto introdujeron un factor supresor del envejecimiento en el ADN de Sabretooth y en los demás sujetos del experimento (aunque algunos como el propio Creed y Logan ya lo poseían debido a sus cualidades mutantes). Los sujetos de este grupo también recibieron falsos implantes de memoria por razones desconocidas, cortesía de otro agente llamado Aldo Ferro. Debido a ello, Sabretooth, no puede confiar en la mayoría de sus recuerdos. Sabretooth tuvo un choque con Wolverine y Maverick durante una de sus misiones en Berlín a principios de los años 60, lo que provocó que de ahí en adelante Wolverine y Sabretooth continuaran como enemigos mortales.
Durante este tiempo, Sabretooth vivió un romance con una espía llamada Leni Zauber, que no era otra más que la mutante metamorfo conocida como Mystique. Ella dio a luz a un hijo llamado Graydon Creed. Al saber que el niño era un humano, Mystique lo abandonó en un orfanato y huyó de Sabretooth, quien juró vengarse de su traición.

### Equipo con Constrictor
En su primera misión como criminal enmascarado, mantuvo secuestrado al afamado abogado Jeryn Hogarth. Daniel Rand, cliente de Hogarth, se enfrentó y derrotó a Sabretooth usando su identidad de Puño de Hierro, rescatando a Jeryn Hogarth.
Más tarde, Sabretooth formó una asociación con otro criminal enmascarado, Constrictor. Sin embargo, dominado por sus psicóticas necesidades, solía disfrazarse y asaltaba víctimas en la ciudad de Nueva York, a las que atacaba con un cuchillo. Esto, a la larga, dio lugar a una serie de reportajes en los periódicos en los que se hablaba de un misterioso "Slasher". La investigadora privada Misty Knight sufrió uno de los asaltos de Sabretooth y luchó con él. Esto se desembocó en una serie de enfrentamientos que, tenían por una parte al grupo formado por Constrictor y Sabretooth y del otro lado tenía a los amigos de Misty Knight, Puño de Hierro y Luke Cage.
Tiempo después, Sabretooth quiso unirse a la organización del Extranjero, dedicándose para ello a perseguir a la heroína/aventurera conocida como Gata Negra, que se había enfrentado a algunos de los hombres del Extranjero, pero Spider-Man salvó a Gata Negra y derrotó a Sabretooth.

### Merodeadores
Tiempo atrás, Sabretooth conoció al joven mutante conocido como Gambito, en París, cuando Sabretooth asesinó a una amante de Gambito con el fin de recuperar una joya.
Años después, el malvado genetísta conocido como Mr. Siniestro, decidió reclutar a un grupo de asesinos, los Merodeadores. El asesino conocido como Scalphunter, fue quien se encargó personalmente de reclutar a Sabretooth al equipo. Fue entonces cuando Sabretooth y Gambito se reencontraron.
Mr. Siniestro tenía conocimiento de la existencia de la sociedad subterránea conocida como los morlocks, y a la que decidió poner fin, debido a que los "genes deformes" que portaba cada individuo, ponían en peligro el desarrollo de los "buenos genes" mutantes. Los Merodeadores realizaron una brutal sangría en los túneles de los morlocks, enfrentando por primera vez a los X-Men. Wolverine entra a los túneles buscando sobrevivientes y detecta un olor conocido, cuando sorpresivamente es atacado por Sabretooth quien tiene en su poder al Sanador, uno de los morlocks. Los dos inician un combate que termina con Wolverine derribando un muro para poder alejar a Sabretooth del Sanador y así utilizar sus habilidades en la enfermería de la escuela donde se encontraban morlocks heridos.
Pero Sabretooth decide invadir la Mansión X para terminar con su trabajo. Psylocke, fue la única capaz de frenar al villano hasta la llegada de los X-Men. Wolverine enfrentó nuevamente a Sabretooth, dando tiempo a Psylocke de sondear su mente para averiguar el paradero de la base de los Merodeadores. Acto seguido, Sabretooth escapa.
Sabretooth trabajó para Mr. Siniestro y los Merodeadores, durante algún tiempo, apoyándolos en sus ataques contra Polaris y Madelyne Pryor. Sabretooth también regresó a los túneles Morlock tratando de eliminar a los supervivientes. Sabretooth mata a los morlocks Alas de Pollo y Topo, y combate a Arcángel, y al morlock Caliban, que tras convertirse en un jinete de Apocalipsis, se ha vuelto mucho más fuerte, y derrota a Sabretooth rompiéndole la espina dorsal.
Tiempo después, Sabretooth reaparece. El contrata a la mutante telépata llamada Birdy para que le ayude con sus poderes a mantener sus ansias asesinas bajo control y ayudarle a sofocar sus demonios internos. Sabretooth es contratado por Matsu'o Tsurayaba y los gemelos Fenris para ayudarles en la resurrección de Omega Rojo. Sabretooth será combatido por Wolverine y los X-Men, y finalmente es derrotado por Psylocke.

### Rehabilitación de Sabretooth
Después de que Birdy es asesinada por Graydon Creed, el hijo de Sabretooth, que ahora dirige a un grupo anti-mutante conocido como los "Amigos de la Humanidad", Sabretooth comienza a perder el control. Finalmente los X-Men capturaron a Sabretooth y su líder, el Profesor Charles Xavier, intentó ayudar a Sabretooth a sobreponerse a sus impulsos psicóticos, tal y como habían hecho al ayudar a Wolverine a controlar sus propias tendencias a sufrir ataques de furia asesina. Su llegada fue vista con recelo por varios miembros de los X-Men. Psylocke y Jean Grey fueron las encargadas de darle a Sabretooth el soporte psíquico necesario para controlar su furia asesina, además de un dispositivo de control diseñado por Bestia. Cuando los X-Men son secuestrados por los alienígenas Phalanx, Sabretooth formó un contingente temporal de X-Men junto con Banshee, Júbilo y Emma Frost, el cual rescató a la siguiente generación de mutantes de las garras de los Phalanx.
Cuando Wolverine se enteró de su estancia en la Mansión X, decidió mantenerse en guardia. Montando en cólera al descubrir a Sabretooth intentando huir del Instituto Xavier, Wolverine se enfrentó a él, dañando aparentemente el cerebro de Sabretooth con una de sus garras.
Tras aquel suceso, Sabretooth, parecía inusualmente pacífico y calmado, lo que ocasionó que Boom-Boom, miembro de Fuerza-X, desarrollara una cierta confianza hacia él. De cualquier manera, recuperó su verdadera personalidad pretendiendo aún ser dócil, volviéndose en contra de los X-Men e hiriendo mortalmente a Psylocke. Sabretooth escapó de su reclusión.

### Factor X
Más tarde el Gobierno de los Estados Unidos hizo a Sabretooth miembro de la tercera encarnación de X-Factor, el grupo superhumano de agentes gubernamentales mutantes. Algunos miembros del gobierno pretendían secretamente que Sabretooth fuera un agente infiltrado que pudiera asesinar a otros miembros de X-Factor si el grupo escapaba al control del gobierno. Para ello, Sabretooth fue obligado a llevar un collar electrónico diseñado por el mecánico residente del grupo, Forja. Este collar contenía un inhibidor neural que administraba una enorme descarga al sistema nervioso del portador si se volvía agresivo o intentaba librarse de él. En esta época, Sabretooth se vio forzado a hacer equipo con Mystique, y fue testigo del asesinato de su hijo Graydon. Sin embargo, gracias a las píldoras que obtuvo para ayudarle a aguantar el dolor, Sabretooth logró liberarse del collar y se volvió contra varios miembros de X-Factor, escapando posteriormente.

### Esqueleto de adamantium
En circunstancias desconocidas le fue insertado a Sabretooth un esqueleto y garras de adamantium. Más tarde, Sabretooth fue capturado, junto con su rival Wolverine, por Apocalipsis, que obligó a los dos mutantes salvajes a luchar una vez más. Sin embargo Wolverine ya no poseía el adamantium. Aun así, Wolverine ganó y fue el elegido para convertirse en Muerte, el nuevo Jinete de Apocalipsis por lo que, tras la derrota de Sabretooth, Apocalipsis le arrebató su adamantium para ponérselo a Logan.
Sabretooth escapó y se unió a la Hermandad de Mutantes liderada por Mystique, donde participó en un nuevo intento de asesinato contra el senador Robert Kelly que a corto plazo se consolidó. Sabretooth también viajó con la Hermandad a la Isla Muir, para robar la fórmula de la cura del Virus Legado a la Moira MacTaggert, enfrentándose a los X-Men.
Tiempo después se vio obligado a convertirse en un miembro de un nuevo relanzamiento del programa Arma X, donde se le infundió un nuevo esqueleto con adamantium. Sabretooth revela que por medio del mejoramiento genético del programa Arma X ha aumentado su fuerza y su factor de curación acelerado. Con el tiempo se escapó de nuevo del programa de trabajo y reanudó sus actividades en solitario.
Más tarde, en Canadá, se encontró con Sasquatch y el más reciente Wendigo. Sasquatch creyó que Creed podía ser responsable de algunas de las muertes de seres humanos que ocurrían allí. Sasquatch descubrió que finalmente Sabretooth estaba jugando a un peligroso juego con el Wendigo antes de intentar acabar con él. Sabretooth y Wendigo cayeron en el océano Ártico y ambos fueron dados por muertos por Sasquatch. Después de una batalla terrible en las aguas árticas, Sabretooth realmente salió victorioso con la piel del Wendigo.
Sabretooth tiempo después atacó al Instituto Xavier, siendo parte de una nueva Hermandad de Mutantes Malignos, liderada por el antiguo Acolito Exodus. El resto del equipo eran Mammomax, Black Tom Cassidy, Avalancha y los infiltrados Nocturne y Juggernaut, que estaban de parte de los X-Men. Terminaron asesinando a algunos estudiantes del Instituto Xavier, pero fueron derrotados por el segundo Xorn, Shen Xorn. Wolverine afirmó haber matado a Sabretooth aunque la capacidad de manipulación de las plantas de Black Tom probablemente contribuyó a la supervivencia de Sabretooth, aunque no evitó que este fuera absorbido por el agujero negro de Shen Xorn.

### Muerte
Tras desaparecer en el hoyo negro de Xorn, Sabretooth fue visto huyendo de un misterioso grupo de superhumanos conocidos como los Hijos de La Bóveda. Sus razones para que lo perseguían se desconocen pero dos de ellos, Blood y Serafin, llegaron a aniquilar a la mayor parte de una ciudad y mataron a todos sus ciudadanos, a excepción de una niña a quien Serafín deliberadamente protegió de la destrucción por lo que sería un testimonio de lo que había sucedido en su persecución. Más tarde se encontró con dos más de estos Hijos de la Bóveda, Aguja y Fuego. Ellos lo atacaron y temporalmente neutralizaron su factor de curación, pero se las arregló para escapar solo para terminar en el Instituto Xavier esa misma noche en busca de refugio mostrando que era uno de los mutantes que no habían perdido sus poderes tras el "Día M".
Rogue, la líder del equipo que le aceptó, inyectó nanocentinelas en la sangre de Sabretooth para que no les atacara y le acompañaron a la lucha contra los Hijos de la Bóveda. En un momento dado, Bala de Cañón le salvó la vida durante la batalla. Tras ayudarle contra estos niños Sabretooth colaboró con el equipo de Rogue enfrentándose a Pandemia ya que cuando este le tocó arrebatándole su poder de curación destruyó el virus que le daba sus poderes convirtiéndole de nuevo en un serhumano (aunque no pudo evitar que Rogue fuera herida) o a la amenaza de Hecatombe, combate en el que aprovechó para escapar.
Sabretooth regresa a la Mansión X y se reencuentra con Wolverine. Ambos comienzan a luchar y terminana dentro del vehículo Pájaro Negro, que los lleva hasta Wakanda. Allí. mientras Wolverine se recupera, Sabretooth es puesto en prisión, solo para ser rescatado por Romulus, un misterioso personaje, que al parecer, es el responsable de todas las tragedias en la vida de Wolverine. Un escuadrón de mutantes salvajes integrado por Sasquatch, Wolfsbane y las hermanas Feral y Thornn, acompañan a Wolverine a Canadá, al corazón del Proyecto Arma X, para capturar a Sabretooth. Pero la misión se complica y Sabretooth termina asesinando a Feral antes de escapar. Wolverine jura encontrarlo y matarlo.
Wolverine espera a Sabretooth en la vieja cabaña que compartió con Zorra Plateada en Canadá, armado con la espada mística de Muramasa. Sabretooth aparece más bestial que nunca, y combate a Wolverine, que finalmente decapita a Sabretooth con la espada Muramasa, lo cual impide que el villano pueda regenerarse con sus poderes.

### Infierno y retorno
Cuando Wolverine visitó el infierno, Sabretooth se apareció ante el manipulado por el mismísimo Satanás. Más tarde, Sabretooth derrota a su nuevo mentor y le arrebata su espada, proclamándose nuevo gobernante del infierno. Wolverine confronta a Sabretooth, y nuevamente lo derrota, decapitándolo una vez más, y arrojando su alma a un pozo del infierno.
Aunque inicialmente no se reveló como, Sabretooth reapareció, provocando una guerra entre bandas rivales en Japón. Él ha sido contratado para matar al Señor Takenaka, líder de la Yakuza japonesa. Sabretooth secuestra a Amiko, la hija adoptiva de Wolverine, y revela tener vínculos con Mystique y el clan de La Mano. Más tarde, Sabretooth, Mystique y Lord Deathstrike, matan a todos los jefes de la mafia de Asia Oriental, proclamándose como nuevos líderes.
Wolverine investiga la tumba de Sabretooth y descubre su cadáver intacto. El descubre que Romulus está detrás de todo. Al parecer alguien está realizando clones de Sabretooth.

### Vengadores y X-Men: Axis
Cuando Cráneo Rojo utilizó sus nuevos poder telpáticos para propagar odio en todo el mundo, un hechizo realizado por Doctor Doom y Bruja Escarlata provocó una "inversión" de personalidades, lo que causa que Sabretooth abandonara su sed de sangre y quisiera remendar los errores de su pasado.

### Uncanny X-Men
Después de que Magneto se convirtiera en líder de una facción de los X-Men, Sabretooth se una a este nuevo equipo con el objetivo de proteger a los mutantes.

## Poderes y habilidades
Dientes de Sable es un mutante con una serie de mejoras tanto naturales como artificiales en su fisiología en comparación con los humanos normales. Su principal poder mutante es una habilidad de curación acelerada que le permite regenerar áreas dañadas o destruidas de su cuerpo y estructura celular mucho más allá de las capacidades de un humano común. Al igual que Wolverine, sus habilidades han sido representadas con diversos grados de contradicción por varios creadores. Los atributos aumentados de Sabretooth provienen, en parte de dicha curación. Este "factor de curación" también le otorga inmunidad virtual a la mayoría de los venenos, drogas, toxinas y enfermedades, y una inmunidad limitada a la fatiga. Las cualidades regenerativas de sus poderes lo hacen envejecer a un ritmo inusualmente lento. Si bien es de una edad avanzada desconocida, Sabretooth tiene la apariencia y la vitalidad de un hombre alto y musculoso de entre 20 y 30 años.
La representación de los poderes de Sabretooth ha cambiado y evolucionado dependiendo del equipo creativo, con su poder curativo introducido como un retcon después de convertirse en el rival de Wolverine. En otras apariciones anteriores, Sabretooth fue mucho más promedio. En The Spectacular Spider-Man vol. 1 # 116, quedó incapacitado cuando su cara fue gravemente herida, y no mostró ninguna curación acelerada. En el número 119 de The Spectacular Spider-Man, Sabretooth regresó, y sus heridas aún prominentes se reabrieron cuando lo golpearon en la cara.
Sabretooth posee sentidos agudos que son comparables a ciertos animales. Esto incluye la capacidad de ver objetos con mayor claridad y a distancias mucho mayores que un humano común. Es capaz de ver con este mismo nivel de claridad en una oscuridad casi completa, como un cazador nocturno. Incluso se dice que puede ver partes infrarrojas y ultravioletas del espectro.
Posee cierto grado de habilidades físicas notables, como la fuerza sobrehumana debido a su factor de curación. Se desconocen los límites exactos de su fuerza, aunque originalmente podría aplastar una barra de hierro con facilidad. Su fuerza física se ha mejorado artificialmente al menos dos veces, primero fue una mejora de la fuerza de su hijo, Graydon. Luego se mejoró aún más después de unirse a la última encarnación del Programa Arma X. Su factor de curación también le otorga resistencia sobrehumana, por lo que puede esforzarse al máximo durante varios días antes de que se presente la fatiga.Además de esto, se lo representa con garras retráctiles que pueden rasgar la ropa y la carne normales con facilitar.
Su agilidad y sus reflejos eran, naturalmente, superiores a los humanos y mejorados artificialmente. Con la capacidad de saltar como un gran gato cazador, acechar y moverse silenciosamente durante su aparición, la mayoría de los humanos y algunos enemigos superpoderosos no pueden reaccionar a su salto antes de ser golpeados.

### Habilidades
Sabretooth es un excelente combatiente cuerpo a cuerpo y armado, y ha sido entrenado por varias organizaciones como la CIA, el programa Arma X del Departamento H, el Extranjero y HYDRA. También es un experto en caza y rastreo, incluso sin el uso de sus sentidos intensificados. Sabretooth también desarrolló una alta resistencia al sondeo y manipulación telepáticos, después de un incidente en el que su cerebro se ensartó. E incluso con ese daño en su cerebro, se ha demostrado que Sabretooth es bastante inteligente en comparación con la persona promedio, como lo demuestra su capacidad para evitar la captura y escapar de los niveles más altos de encarcelamiento sin ayuda. También es muy hábil en la manipulación psicológica y ha demostrado la capacidad de hablar alemán con fluidez.

## Otras versiones

### X-Men Origins: Wolverine
En esta película, Victor Creed/Sabretooth es hermano de Wolverine e hijo de Thomas Logan, a diferencia del comic original de la bibliografía de Wolverine, su hermano es Dog Logan.

### Era de Apocalipsis/Exiles
En esta realidad, Sabretooth forma parte de los X-Men. Cuando la realidad es erradicada, Sabretooth sobrevive y se une al equipo de héroes transdimensionales conocidos como los Exiles.

### Dinastía de M
Sabretooth aparece como un agente de Magneto, enviado a matar a su hijo, Graydon Creed.

### Ultimate Sabretooth
Sabretooth es un asesino, exmiembro del Proyecto Arma X que trabaja para Magneto.

### Amalgam Cómics
Sabretooth se fusiona con Joker de DC Comics para conformar a Hyena.

## En otros medios

### Televisión
- Sabretooth aparece en X-Men (voz de Don Franks). El personaje hace muchas apariciones a lo largo de la serie, a veces como un enemigo de Wolverine y los X-Men y otras veces como el aliado renuente del grupo. También se reveló que Sabretooth nació en Edmonton, Alberta (aunque su lugar de nacimiento nunca ha sido realmente especificado en los cómics) y su nombre es Graydon Creed Sr. para proporcionar menos confusión en cuanto a la paternidad de Graydon Creed.
- Sabretooth aparece en la serie animada X-Men: Evolution con la voz de Michael Donovan. Se le muestra como un aliado de Magneto y conserva su odio hacia Wolverine, antagonizándolo en los episodios The X-Impulse y SpykeCam y ayudando al antiguo científico de Arma X a capturarlo en el episodio Grim Reminder, insinuando que él y Wolverine trabajaban para Arma X en el pasado. En el episodio The Cauldron - Part 1, volvió a luchar contra Wolverine, después de que Magneto controlara el Blackbird con el Profesor X adentro y lo llevara hasta el Asteroide M. En el episodio The Cauldron - Part 2, Magneto utiliza una máquina que evoluciona los poderes mutantes en Sabretooth, dándole la apariencia de una bestia felina. Más tarde lucha contra Wolverine y es derrotado con la ayuda de Tormenta. En el episodio Operación Renacimiento, aparece habiendo regresado a su estado normal y lucha contra Wolverine. En el episodio de dos partes "Day of Reckoning", aparece como un miembro de Los Acólitos de Magneto. Después de la aparente muerte de Magneto a manos de Apocalipsis, Los Acólitos se separaron y el paradero de Sabretooth es desconocido.
- Sabretooth aparece en Wolverine and the X-Men (voz de Peter Lurie). Él es visto como un miembro del Arma X. Él trabajó como socio de Wolverine y supervisor en las misiones, aunque él se refiere a Wolverine como Logan (o "runt"). Él guarda un rencor contra Wolverine por elegir atacarlo en lugar de herir a la hija de North.
- Sabretooth apareció en The Super Hero Squad Show, expresado por Charlie Adler.[47] En el episodio "Enter Dormammu", se unió con Juggernaut para buscar un Infinity Fractal solo para ser derrotado por el Escuadrón de Súperheroes. En el episodio "Oh Brother", Sabretooth participa en el ataque a Asgard. En el episodio "Stranger From a Savage Land", trabaja con Toad, Thunderball y Batroc el Saltador para capturar una piedra Star Quartz del cuello de Zabu, el tigre dientes de sable de Ka-Zar, que quiere mantener como mascota.
- Sabretooth apareció en el episodio 10 "Un día perjudicial" de la primera temporada de Ultimate Spider-Man,[48] con Peter Lurie repitiendo el papel de voz. Sabretooth invade el departamento de Wolverine en el momento en que Mesmero intercambia las mentes de Wolverine y Spider-Man. Peter Parker (en el cuerpo de Wolverine) intenta razonar con Sabretooth. Sabretooth luego persigue a Peter, alcanzando a Wolverine y Parker y los dos luchan contra Sabretooth. Spider-Man y Wolverine hacen equipo contra Sabretooth y lo derrotan.
- Sabretooth aparece en el cómic de movimiento Wolverine versus Sabretooth, con la voz de Ron Halder.[49]

### Cine

#### Películas de X-Men
- Sabretooth aparece en la película de 2000 X-Men interpretado por el especialista Tyler Mane.[50]Esta versión es miembro de la Hermandad de Mutantes de Magneto. Realiza una emboscada para capturar a Rogue por orden de Magneto, pero es asustado por Cíclope y Tormenta. Cuando el senador Kelly, convertido en mutante descubre las habilidades que Magneto le dio, Sabretooth intenta sin éxito evitar que escape. Más tarde, Sabretooth y Toad emboscan a Cíclope y Tormenta para evitar que encuentren a Rogue (quien había escapado), mientras Magneto la secuestra. El Profesor X usa su telepatía para controlar a Sabretooth e impedir que se lleven a Rogue solo para que Magneto use sus habilidades para tomar de rehenes a los oficiales de policía. Entonces el profesor no tuvo más remedio que liberar a Sabretooth de su control mental. Durante la pelea en la Estatua de la Libertad, Magneto atrapa a los otros X-Men mientras Sabretooth lucha contra Wolverine. Pero de algún modo Cíclope consigue dispararle con un rayo óptico y lo lanza desde la cima de la estatua, cayendo en una embarcación. Después de eso, no volvió a aparecer en las siguientes películas de esta trilogía ni en ninguno de los spin-off secuela producidos posteriormente, por lo que puede suponerse que murió (aunque la película de 2009 reveló que él tiene un factor curativo) o que abandonó La Hermandad por motivos desconocidos.

En el cómic precuela de X-Men, cuando Logan estaba en el Lago Alkali buscando respuestas sobre su pasado, tuvo un encuentro con Víctor y luchan. Víctor le revela a Logan que él también había perdido la memoria pero no se sabe cómo le sucedió eso.
- En el film de 2003 X-Men 2 solo hay una referencia al personaje, después de 15 años el coronel William Stryker conserva los archivos de Víctor en su computadora.
- En febrero de 2008, 20th Century Fox anunció que Liev Schreiber retrataría a Victor Creed, y Michael James Olsen también lo retrataría como un niño en la película precuela de 2009 X-Men Origins: Wolverine que se estrenó el 1 de mayo de 2009. En la precuela se agrega la trama apócrifa que muestra a Victor como el medio hermano de Wolverine (en algunos cómics se sugirió que así era, pero se desmintió en un número de Astonishing Spider-Man & Wolverine) y lucharon juntos como mercenarios en la guerra civil americana, la Primera Guerra Mundial, la Segunda Guerra Mundial y la guerra de Vietnam.[51] Victor se vuelve cada vez más violento y descontrolado a medida que pasa el tiempo. Durante la guerra de Vietnam, intenta violar a una mujer vietnamita y luego ataca brutalmente a los soldados que intentan detenerlo, esto hace que James y Victor sean colocados frente a un pelotón de fusilamiento. Tras sobrevivir al pelotón de ejecución son invitados a unirse al equipo de mutantes del Mayor Stryker. James deja el equipo cuando presencia la crueldad de Stryker para matar civiles inocentes, pero Víctor no va con él. Seis años después, Victor y Stryker trabajan juntos para capturar varios mutantes con el objetivo de crear la llamada "Arma XI" o "Deadpool", incluso engañaron a Logan haciéndole creer que Victor había matado a la mujer que ama y Stryker afirmó que el apetito de Victor se había vuelto público, de ese modo Wolverine acepta unir adamantium a su esqueleto por venganza. Los dos tienen una gran animosidad que empeoró aún más cuando Stryker le dice a Victor que no puede fusionar adamantium con su esqueleto porque lo mataría, contrariamente a lo que había acordado con él, a pesar de eso, los hermanos luchan juntos para derrotar al Arma XI, y Víctor explica que solo él puede matar a Wolverine, luego se marcha cuando termina la batalla. En esta película se revela que Victor posee un factor curativo, además de tener sentidos aumentados y uñas afiladas que pueden extenderse o retraerse a voluntad y también se le da la capacidad de correr en cuatro patas. Si bien la trama revela que Sabretooth era enemigo de Wolverine en el pasado y que reaparecerá como miembro de la Hermandad de Magneto en los eventos de la película X-Men estrenada hace 9 años, el paradero de Sabretooth es incierto al final de X-Men Origins: Wolverine, pues tras pelear junto a Logan contra Deadpool, logran derrotarlo y se marcha con la promesa de volver algún día a acabar con Logan.
- Mane retomará su papel de Sabretooth en Deadpool & Wolverine (2024), ambientada en el Universo cinematográfico de Marvel.[52][53]El fue finalmente desterrado al Vacío por la Autoridad de Variación Temporal. Habiéndose unido al grupo de villanos rebeldes de Cassandra Nova, él se encontró con Deadpool y su medio hermano alternativo, Wolverine, y antes de desafiarlo, fue rápidamente decapitado por él.

#### Animación
- Sabretooth aparece en la película Hulk Vs Wolverine, con la voz de Mark Acheson. Sabretooth es un miembro de Arma X empleado por el Profesor Thornton.[54] Aparece por primera vez cuando Deadpool les dispara dardos tranquilizantes a Wolverine y Hulk. Luego Sabretooth golpea a Wolverine y lo lleva al laboratorio, posteriormente vuelve a golpearlo con fuerza para que Wolverine se despierte cuando el Profesor Thornton entra. Más tarde, se enfrenta a Wolverine quien escapó de la celda donde era retenido por el Profesor Thornton y Lady Deathstrike. Molesto con el Profesor Thornton, Sabretooth le da un zarpazo en la espalda, dejándolo severamente herido mientras habla con Lady Deathstrike y le echa la culpa a Wolverine cuando los otros llegan, ya que tienen marcas de garras similares (aunque Deadpool se da cuenta de que mintió). Él, junto con Lady Deathstrike y Omega Red, se enfrentan a Wolverine y finalmente lo derrotan. Pronto, Bruce Banner se transforma en Hulk, (provocado por la herida de arma blanca que Wolverine le dejó) y golpea a Sabretooth, lanzándolo fuera del laboratorio por el resto de la batalla. Más tarde fue visto tendido en la nieve inconsciente cuando Hulk y Wolverine terminaron su pelea.

### Videojuegos
- Aparece en X2: Wolverine's Revenge.
- Aparece en X-Men vs. Street Fighter.
- Aparece en Marvel vs. Capcom 2: New Age of Heroes.
- Aparece en X-Men: Mutant Academy.
- Aparece en X-Men: Mutant Academy 2.
- Aparece en X-Men Legends.
- Aparece en X-Men Legends II: Rise of Apocalypse.
- Aparece en Lego Marvel Super Heroes como enemigo jefe del nivel Rock Up at the Lock Up. En dicho nivel, con la ayuda de Magneto, trata de derrotar a su archienemigo Wolverine y a Hulk en La Balsa, pero ellos lo derrotan.
- Aparece en el juego de Facebook Marvel: Avengers Alliance como personaje jugable.
- Aparece en Marvel Future Fight.